# Klimaliste
Klimaliste ist der Name einer deutschen Kleinpartei sowie einiger davon unabhängiger Wählergruppen und Landesparteien, die sich für Klimaschutzmaßnahmen zur Einhaltung des 1,5-Grad-Ziels einsetzen. Sie sehen sich als Graswurzelbewegung.
In den Jahren 2020 und 2021 gewannen Klimalisten Mandate bei Kommunalwahlen. Bundesweite bis internationale Aufmerksamkeit erhielten sie durch die Teilnahme an den Landtagswahlen in Baden-Württemberg und Rheinland-Pfalz im März 2021. Ein Vierteljahr später gründete sich die heutige Bundespartei.

## Übersicht

### Bundesebene
In gegenseitiger Distanzierung existieren eine Partei und ein älterer Verein mit dem gleichen Namen „Klimaliste Deutschland“.

#### Partei
| Bundesvorsitzende   | Birgit Brennecke, Cyrus Mobasheri                                        |
| Bundesschatzmeister | Martin Schöne                                                            |
| Beisitzer           | Mitja Stachowiak, Jan Tovar, Lasse Kröger, Patrizia Mende, Stefan Glause |

Die Bundespartei wurde am 19. Juni 2021 gegründet, um an Bundestags- und Europawahlen teilnehmen zu können. Zur darauffolgenden Bundestagswahl und den Landtagswahlen 2022 kandidierte die Partei nicht, jedoch traten viele Mitglieder der Bundespartei oder lokalen Gruppen der Klimaliste als Direktkandidierende in einzelnen Wahlkreisen an. Nicht alle konnten das Kennwort KLIMALISTE verwenden, da die damalig eigenständige Partei Klimaliste Baden-Württemberg die Kandidierenden dort über die Partei aufgestellt hatte und einige Kreiswahlausschüsse eine Verwechslungsgefahr sahen.
2023 stellte die Partei weitere 7 Kandidierende zur Landtagswahl in Hessen auf. Am 26. August stellte die Partei eine Liste aller Länder zur Europawahl im Folgejahr auf. Sie erreichte 0,1 %.
Die Partei fordert u. a. eine CO2-Steuer von 195 Euro pro Tonne und einen sozialen Ausgleich über ein „Klimageld“, das an alle ausbezahlt wird. Weiterhin soll Deutschland so früh wie möglich, aber spätestens 2031 CO2-neutral sein. Nach dem Gründungsprogramm der Partei soll dies u. a. durch einen fünf- bis siebenfach schnelleren Ausbau von Windkraft und Photovoltaik, eine Wärmewende und eine Verkehrswende passieren.

#### Verein
Der eingetragene Verein Klimaliste Deutschland e. V. wurde am 16. Oktober 2020 in Erlangen gegründet und unterstütze nach eigenen Angaben als überregionaler Verein die Klimalisten, die sich als unabhängige Wählervereinigungen gründen und im Rahmen von Kommunalwahlen antreten, um engagierten Klimaschutz in die Kommunalparlamente einzubringen.

### Landes- und Kommunalebene

#### Baden-Württemberg
Die Klimaliste Baden-Württemberg (KlimalisteBW) gründete sich im September 2020 in Freiburg als erste Klimaliste mit Parteistatus, um zur Landtagswahl am 14. März 2021 anzutreten Das politische Ziel war es, die Klimaziele von Paris wissenschaftsbasiert und sozial gerecht umzusetzen. Mitte Januar 2021 traten zwei der sechs Vorstandsmitglieder zurück und verzichteten auf ihre Landtagskandidaturen. Zwei weitere kündigten ihren Rücktritt für den Parteitag im Februar an, kandidierten aber weiterhin. Die KlimalisteBW trat in 67 der 70 Wahlkreise an und erreichte 0,9 %. Sie wurde zur Bundestagswahl 2021 zugelassen, trat jedoch nur mit Direktkandidaten an. Sie erreichte insgesamt 3.967 der Erststimmen (0,0 %). In einer Urabstimmung entschieden die Mitglieder im Dezember 2021, die Partei zum 31. Dezember 2021 aufzulösen. Bisherige Mitglieder sollten der Klimaliste Deutschland beitreten, um einen Landesverband zu gründen. Bekannte Personen der Landespartei waren Werner Winkler (ehemals Bündnis 90/Die Grünen) und der Schachspieler Günther Beikert.
Bei den Kommunalwahlen 2024 traten in Mannheim, Stuttgart, Tübingen und Ulm und teilweise auf übergeordneten Ebenen Klimalisten an. In Tübingen wurden zwei Mandate auf Stadtebene und ein Mandat auf Kreisebene erreicht. Die anderen Klimalisten erhielten je ein Mandat in ihrer Stadt. Bei der Wahl zur Regionalversammlung des Verbands Region Stuttgart wurde kein Mandat erreicht.

#### Bayern
- Erlangen: Die Klimaliste Erlangen gründete sich am 11. Juli 2019[15] und ist Namensgeber der Bewegung.[27] Erklärtes Ziel ist die Umsetzung einer konsequenten Klimapolitik auf kommunaler Ebene.[28] Bei den Kommunalwahlen am 15. März 2020 erhielt sie 3,9 % der Stimmen bzw. zwei Sitze im Erlanger Stadtrat.[29] Der bundesweite Verein gründete sich vor Ort.[15] Zur Bundestagswahl 2021 wurde im Bundestagswahlkreis Erlangen eine Direktkandidatin aufgestellt.[30]
- Kempten: Die Wählergemeinschaft FutureforKempten (FFK) gründete sich ebenfalls im Juli 2019.[31] Bei der Stadtratswahl am 15. März 2020 erreichte sie 5,1 % der abgegebenen Stimmen und erhielt somit zwei Sitze.[32] Dominik Tartler bekleidet als jüngster Stadtrat der Stadtgeschichte das Amt des Jugendbeauftragten.[33]

#### Berlin

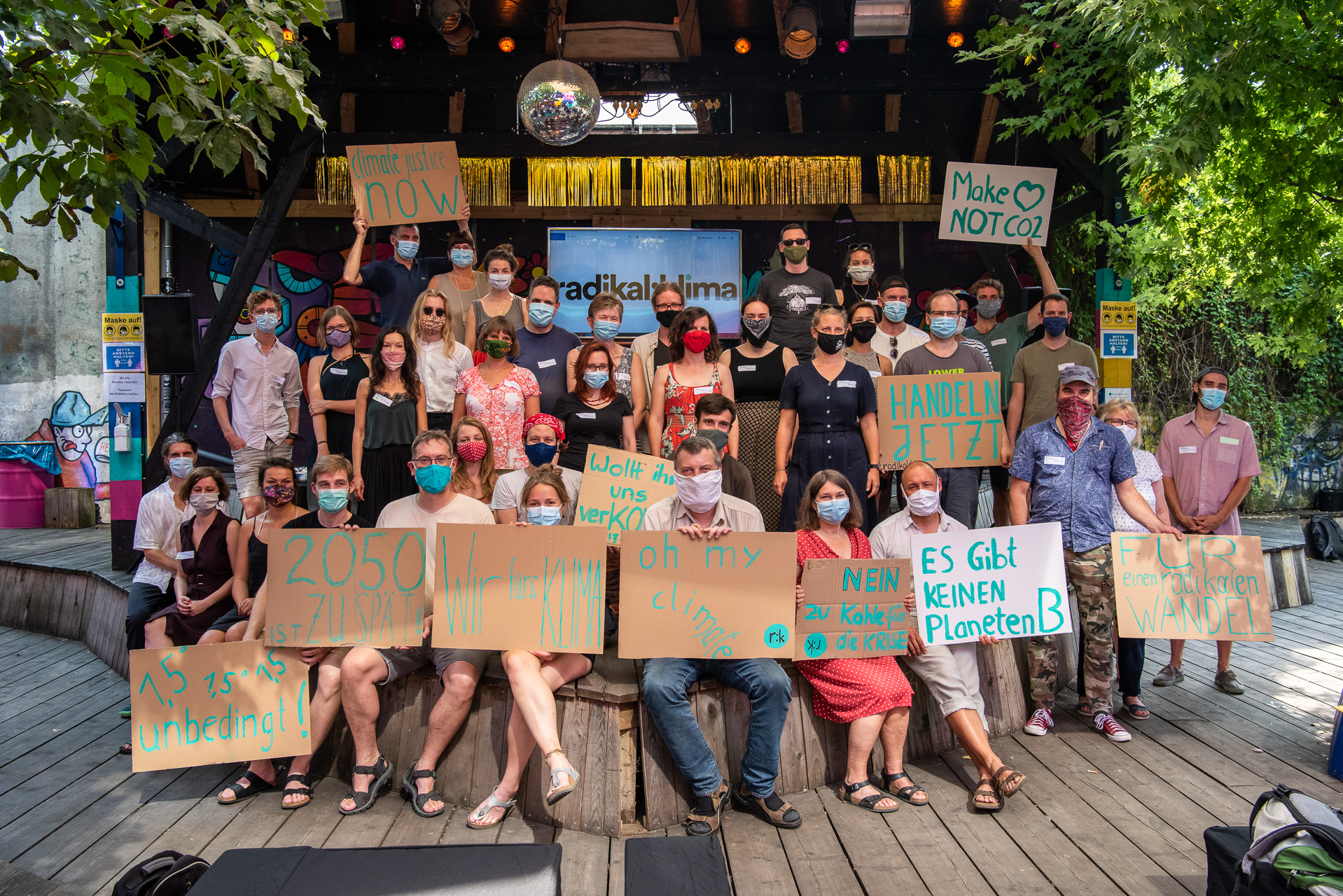
Gründungsparteitag der Klimaliste Berlin als radikal:klima, 9. August 2020

Die Klimaliste Berlin (ursprünglich radikal:klima) ging 2020 aus der Volksinitiative „Klimanotstand Berlin“ hervor. Im November wechselte ein abgeordneter Pirat im Bezirk Mitte zu der neuen Partei. Bei der Wahl zum Abgeordnetenhaus von Berlin 2021 erreichte die Klimaliste Berlin 0,4 % der Zweitstimmen. Sie stellte Kandidaten für acht der zwölf Bezirksverordnetenversammlungen. Ende Juli 2021 hatte die Partei 120 Mitglieder, darunter Klaus Farin (ehemals Bündnis 90/Die Grünen). Bei der Wiederholungswahl 2023 erreichte die Partei 0,3 % der Zweitstimmen. Im Dezember 2023 hat sich die eigenständige Partei Klimaliste Berlin aufgelöst. Am 29. Februar 2024 wurde die Klimaliste Berlin als Landesverband der Klimaliste Deutschland neu gegründet.
Kernforderung ist die konsequente Einhaltung des 1,5-Grad-Ziels. Daraus folgend soll die Stadt bis spätestens 2030 emissionsfrei („klimapositiv“) sein. Die Klimaliste Berlin sieht sich selbst nicht als Ein-Themen-Partei, weil sich das Klimathema auf viele Bereiche erstrecke. Die allgemeine Vision orientiert sich an den Konzepten der Klimagerechtigkeit und der Donut-Ökonomie. Neben dem Wahlprogramm existiert ein 300-seitiger „Klimaplan“. Generell wird das Programm als sehr weitgehend rezipiert.
Die eigenständige Partei Klimaliste Berlin löste sich zum Jahresende 2023 auf und am 29. Februar 2024 gründete sich unter gleichem Namen ein Landesverband der Bundespartei.
Anfang 2025 beschloss die Klimaliste Berlin, im neu gegründeten Bündnis #GemeinsamProgressiv zusammen mit der Partei Mensch Umwelt Tierschutz (Tierschutzpartei) zu den Berlin-Wahlen 2026 anzutreten.

#### Hamburg
Klimaliste Hamburg e.V. gründete sich am 11. Mai 2021.

#### Hessen
Am 24. Oktober 2020 gründete sich der Verein Klimaliste Hessen e.V. in Bad Vilbel mit Sitz in Darmstadt. Bei den Kommunalwahlen in Hessen 2021 erzielten Wählergruppen, die durch den Verein unterstützt wurden, elf Mandate in sechs Parlamenten. In Marburg wurde mit 6,4 % das bis dahin beste Ergebnis erreicht. Dort bildeten die vier Mandatsträger mit Grünen, SPD und anfangs auch den Linken eine Koalition. Zur Bundestagswahl 2021 wurden in zwei hessischen Wahlkreisen Direktkandidaturen unterstützt.
Am 12. Juni 2022 gründete sich in Reinheim ein hessischer Landesverband der Bundespartei, der am Parteitag vom 17. Juli 2022 als Gebietsuntergliederung durch die Bundespartei anerkannt wurde.
Sowohl die Klimaliste Hessen e.V. als auch der Landesverband der Bundespartei kündigten an, an der Landtagswahl 2023 teilzunehmen. Die Partei stellte über ihren Landesverband 7 Kreiswahlvorschläge, aber keine Landesliste auf. Im Wahlkreis 36 waren 23 der 62 gesammelten Unterschriften ungültig, sodass nur 6 Wahlvorschläge zugelassen wurden. Gegen die Ablehnung des Wahlvorschlags in Frankfurt legte die Partei Widerspruch ein, um auf die praktisch schwierige Anwendbarkeit der Informationen des Landeswahlleiters über die Grenzen der Wahlkreise aufmerksam zu machen. Für die Zweitstimme nennt die Partei die Listen anderer Parteien als Anregung. Gleichzeitig trat die parteiunabhängige Wählerliste Klimaliste Hessen zur Wahl an und stellte eine Landesliste auf, jedoch keinen Kreiswahlvorschlag. Sie erhielt 0,2 % der gültigen Zweitstimmen, die Kandidierenden der Bundespartei erhielten in ihren Wahlkreisen zwischen 0,2 und 0,6 % der gültigen Erststimmen.

#### Niedersachsen
In Niedersachsen traten voneinander unabhängige Klimalisten zu den Kommunalwahlen im September 2021 an:
- Göttingen: Klimaliste Göttingen e.V. (KLG) erhielt zur Stadtratswahl 0,8 % und keinen Sitz.[63]
- Hannover: Klimabündnis Hannover – Unabhängige Wähler*innengemeinschaft erhielt 0,7 % und keinen Sitz.[64]
- Landkreis Rotenburg (Wümme): Die Bürgerliste „Klima, Gesundheit, Soziales“ (BLKGS) trat für den Kreistag (0 Mandate)[65], in der Samtgemeinde Bothel (1)[66] und den darin enthaltenen Gemeinden Bothel (1)[67] und Hemslingen (1)[68] sowie in Scheeßel (0)[69] an.

Im Anschluss gründete sich ein Landesverband der Bundespartei.

#### Nordrhein-Westfalen

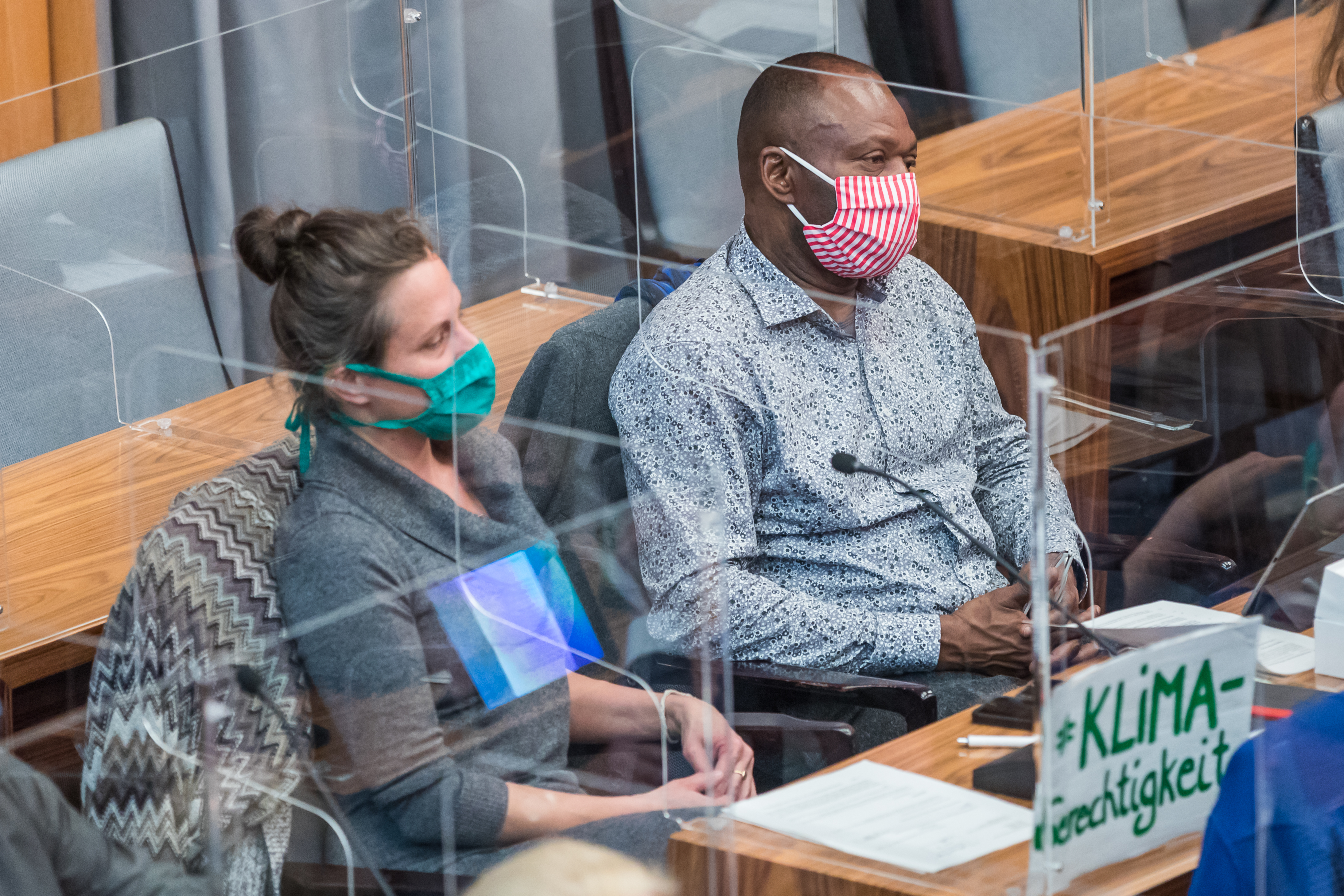
Nicolin Gabrysch und John Akude als Klima Freunde in der konstituierenden Sitzung des Rates der Stadt Köln 2020

Zu den Kommunalwahlen in Nordrhein-Westfalen 2020 traten voneinander unabhängige Klimalisten an:
- Düsseldorf: Der am 3. März 2020 gegründete, eingetragene Verein Klimaliste Düsseldorf erreichte mit 0,9 % einen Sitz im Stadtrat.[15][71] Dort bildet sie mit der PARTEI eine Fraktion.[72][73]
- Köln: Die Klima Freunde traten zu allen lokalen Kommunalwahlen an und erreichte mit 2,0 % der Stimmen zwei Sitze im Stadtrat und weitere in Bezirksvertretungen.[74][75]
- Leverkusen: In Leverkusen erreichte Büfo – Klimaliste 1,5 % der Stimmen und einen Sitz im Stadtrat.[76]
- Nottuln: In der ersten Jahreshälfte 2018 traten zwei Mitglieder aus der lokalen Fraktion und der Partei Bündnis 90/Die Grünen aus und bildeten die neue Fraktion Ökologische Liste Nottuln (ÖliN)[77] In der folgenden Kommunalwahl traten sie mit anderen als Klimaliste an. Mit 4,2 % der Stimmen blieb ein Sitz im Gemeinderat erhalten.[78]

Am 27. November 2021 wurde der Landesverband Nordrhein-Westfalen der Partei Klimaliste Deutschland bestätigt. Bei der Landtagswahl 2022 kooperiert der Verband mit Die Linke Nordrhein-Westfalen und unterstützt die Kandidatur der Kölner Stadträtin Nicolin Gabrysch. Diese trat für die Kandidatur aus der Bundespartei aus und wurde auf Platz 5 der Landesliste der Linkspartei gewählt. Der Verein Klimaliste Deutschland distanzierte sich von dieser Entscheidung, weil er sich als überparteilich betrachtet.
In Krefeld wurde mit der Kommunalwahl 2020 die kommunalpolitische Sprecherin von Fridays for Future Krefeld Björna Althoff durch eine parteilose Kandidatur auf der Liste der Krefelder Grünen Ratsfrau. Nach dem von den Grünen nicht beanstandeten Hauptbetriebsplan für RWE zur Kohlegewinnung unter Lützerath und der Pressearbeit der Grünen hierzu trat Björna Althoff im Januar 2023 der Klimaliste Deutschland bei, für die sie seitdem Einzelvertreterin im Krefelder Stadtrat ist.

#### Rheinland-Pfalz
Am 8. Mai 2020 gründete sich der eingetragene Verein Klimaliste RLP. Die Wählervereinigung trat mit Maurice Conrad als Spitzenkandidat zur Landtagswahl am 14. März 2021 an und erreichte 0,7 %. Im Februar 2021 hatte die Klimaliste RLP 150 Mitglieder. Zur Bundestagswahl 2021 traten in 12 der 15 rheinland-pfälzischen Wahlkreise von der Klimaliste RLP unterstützte Einzelbewerber als Direktkandidaten an. Bestes Ergebnis wurde hier im Wahlbezirk Mainz (205) mit 0,7 % erreicht.
Am 18. Mai 2023 wurde in Ludwigshafen am Rhein der Landesverband Rheinland-Pfalz der Partei Klimaliste Deutschland gegründet.

#### Sachsen, Sachsen-Anhalt und Thüringen
Vom 16. Januar 2021 bis zum 28. Februar 2023 bestand der eingetragene Verein Klimaliste Sachsen.
Die Klimaliste Sachsen-Anhalt (Klimaliste ST) gründete sich im Februar 2021. Sie trat als jüngste Partei zur Landtagswahl am 6. Juni an. Neben typischen Klimaschutzforderungen gibt es auch demokratietheoretische, wie z. B. die Absenkung des Wahlalters auf 14 und die Einführung einer Ersatzstimme. Sie erhielt 0,1 % der Zweitstimmen.
Der Verein Klimaliste Mitteldeutschland für die Bundesländer Sachsen, Sachsen-Anhalt und Thüringen gründete sich am 25. September 2021 mit dem Ziel einen Verband der Bundespartei zu werden.

## Geschichte
Die erste Klimaliste gründete sich im Juli 2019 in Erlangen erstmals unter dem Namen Klimaliste. Sie erhielt im März 2020 zwei Sitze.
Es folgten die ebenfalls erfolgreichen Kommunalwahlen von Klimalisten in Nordrhein-Westfalen. Einige Akteure waren bereits vorher kommunalpolitisch aktiv.
Im Februar 2020 formierte sich in Rheinland-Pfalz die erste Klimaliste auf Länderebene. Im September 2020 wurde mit der Klimaliste Baden-Württemberg die erste Klimaliste gegründet, die sich den Status einer Partei gegeben hat, um bei der Landtagswahl antreten zu können. Dazu gründete sich im Oktober 2020 der Verein Klimaliste Deutschland e.V., der als überparteiliche Graswurzelbewegung die Klimalisten bundesweit vereinen will und dabei insbesondere auf die kommunale Ebene abzielt. Durch die beiden Landtagswahlen im März 2021 erreichte die Bewegung erstmals bundesweite bis internationale Aufmerksamkeit. Parallel dazu entstand mit der Klimaliste Hessen der erste Verein für Kommunalwahlen auf Landesebene.
Die bereits seit 2020 aktive Berliner Partei radikal:klima benannte sich im April 2021 in Klimaliste Berlin um.
Im Juni trat die Klimaliste Sachsen-Anhalt zur Landtagswahl an und es gründete sich die Bundespartei Klimaliste Deutschland.
Zu den Wahlen im September 2021 gab es Direktkandidaturen zur Bundestagswahl 2021. Am gleichen Tag stellte sich die Klimaliste Berlin zur Wahl. Außerdem traten verschiedene Klimalisten zu den Kommunalwahlen in Niedersachsen an. 
Im September 2021 gründete sich der Verein Klimaliste Mitteldeutschland für die Bundesländer Sachsen, Sachsen-Anhalt und Thüringen mit dem Ziel, ein Verband der Bundespartei zu werden. Weitere Landesverbände folgten: Im November 2021 die Landesverbände Niedersachsen und Nordrhein-Westfalen, im Februar 2022 der Landesverband Baden-Württemberg und im Juli 2022 der Landesverband Hessen. Im darauffolgenden Jahr 2023 wurde im Mai der Landesverband Rheinland-Pfalz gegründet. Ende desselben Jahres löste sich die eigenständige Partei Klimaliste Berlin auf, im Februar 2024 gründete sich unter gleichem Namen der Berliner Landesverband.
Im Jahr 2024 nahm die Klimaliste Deutschland mit einer Liste an den EU-Wahlen teil. Zur Bundestagswahl 2025 traten Kandidaten der Klimaliste Deutschland im Rahmen von Listen- und Direktkandidaturen für die Tierschutzpartei an.

## Verhältnis zu anderen politischen Gruppen

### Bündnis 90/Die Grünen
Die Klimalisten kritisieren, dass Bündnis 90/Die Grünen nicht klimakonsequent genug seien, v. a. im Sinne des 1,5-Grad-Ziels. So werden Klimalisten oft als Konkurrenz zu der etablierten Partei wahrgenommen. Ein Beispiel konkreter Unzufriedenheit ist der Weiterbau der A 49 durch den Dannenröder Forst trotz grüner Regierungsbeteiligung in Hessen.
Allgemein sah der Spitzenkandidat für Rheinland-Pfalz „keine programmatische und Inhaltliche Expertise“ für die „Vision einer nachhaltigen Zukunft.“ Es reiche nicht, nur „besser als die anderen zu sein.“ Die grüne Spitzenkandidatin wurde im Sommerinterview mit dieser Kritik konfrontiert und wies diese zurück. Ein halbes Jahr vor der Landtagswahl in Baden-Württemberg 2021 wurde Ministerpräsident Kretschmann zitiert, dass der Wahlantritt der KlimalisteBW „gravierende Folgen“ haben könne, „zum Beispiel, dass es nicht für eine Regierung reicht, weil es sich zersplittert.“ Die Aufnahme des 1,5-Grad-Ziels in die Wahlprogramme von Grünen u. a. Landesparteien wurde als Erfolg der jungen Partei gewertet. Daraufhin wurde innerhalb der KlimalisteBW der Wahlantritt neu verhandelt. Noch am Wahlabend begann eine öffentliche Debatte darüber, inwieweit dieser eine grün-rote Koalition verhindert hätte. Annalena Baerbock und Cornelia Lüddemann äußerten sich unabhängig voneinander so: Einerseits würde durch die Klimalisten das Thema Klima stärker in den Fokus gerückt. Andererseits verweisen beide auf demokratische Prozesse. Darüber hinaus könne Lüddemann verstehen, dass die Bündnisgrünen „nicht mehr so straight“ wirken.
In der taz wurde thematisiert, dass der Wahlantritt der Klimaliste Berlin die Grünen schwächen könnte. Das wurde mit der Präsidentschaftswahl in den Vereinigten Staaten 2000 verglichen, bei der Ralph Nader (Green Party) antrat. Dessen Stimmen, die ohne Wahlantritt vielleicht an Al Gore gegangen wären, hätten dann die Präsidentschaft von Bush möglicherweise verhindern können. Andererseits wurde in der gleichen Zeitung auch darauf hingewiesen, dass die Grünen selbst in den 1980er-Jahren dieser Logik entgegenstanden und damit langfristig erfolgreich waren.

### Fridays for Future
Ein Teil der Mitglieder der Klimalisten sind bzw. waren bei Fridays for Future und anderen klimaaktivistischen Gruppen aktiv. In Baden-Württemberg sahen sich die Fridays for Future so sehr vereinnahmt, dass diese sich öffentlich distanzierten.

### Partei Mensch Umwelt Tierschutz
Am 24. August 2024 wurde der Bundesvorstand der Klimaliste Deutschland beauftragt, offene Fusionsgespräche mit der Partei Mensch Umwelt Tierschutz (Tierschutzpartei) zu führen und weitere kurzfristigere Formen der Zusammenarbeit zu planen. Zur Bundestagswahl 2025 traten Kandidaten der Klimaliste Deutschland im Rahmen von Listen- und Direktkandidaturen für die Tierschutzpartei an. Klaus Farin trat auf der Landesliste Berlin und als Direktkandidat für Neukölln an, Mitja Stachowiak als Direktkandidat in Darmstadt.

## Wahlergebnisse

### Suprakommunale Wahlen
| Wahl                                      | Stimmen | Anteil | Mandate | Angetretene Organisation      |
| ----------------------------------------- | ------- | ------ | ------- | ----------------------------- |
| Landtagswahl in Baden-Württemberg 2021    | 42.685  | 0,88 % | 0       | Partei KlimalisteBW           |
| Landtagswahl in Rheinland-Pfalz 2021      | 13.681  | 0,71 % | 0       | Klimaliste RLP e.V.           |
| Landtagswahl in Sachsen-Anhalt 2021       | 827     | 0,08 % | 0       | Partei Klimaliste ST          |
| Wahl zum Abgeordnetenhaus von Berlin 2021 | 7.854   | 0,43 % | 0       | Partei Klimaliste Berlin      |
| Wahl zum Abgeordnetenhaus von Berlin 2023 | 4.103   | 0,27 % | 0       | Partei Klimaliste Berlin      |
| Landtagswahl in Hessen 2023               | 6.203   | 0,22 % | 0       | Wählerliste Klimaliste Hessen |
| Europawahl in Deutschland 2024            | 31.504  | 0,08 % | 0       | Partei Klimaliste Deutschland |

### Kommunalwahlen
| Kommunalwahlen           | Anzahl Wahlen | Anzahl Wahlen  | Mandate insgesamt | Bestes Ergebnis | Bestes Ergebnis    |
| Kommunalwahlen           | teilgenommen  | mind. 1 Mandat | Mandate insgesamt | Anteil          | in                 |
| ------------------------ | ------------- | -------------- | ----------------- | --------------- | ------------------ |
| Bayern 2020              | 2             | 2              | 4                 | 5,07 %          | Kempten            |
| Nordrhein-Westfalen 2020 | 4             | 4              | 5                 | 4,20 %          | Nottuln            |
| Hessen 2021              | 7             | 6              | 11                | 6,42 %          | Marburg            |
| Niedersachsen 2021       | 7             | 3              | 3                 | 8,59 %          | Bothel             |
| Baden-Württemberg 2024   | 6             | 5              | 6                 | 4,75 %          | Landkreis Tübingen |

| Wahlen                                               | Stadt      | Anzahl Bezirkswahlen | Anzahl Bezirkswahlen | Anzahl Bezirkswahlen | Mandate | Sperrklausel |
| Wahlen                                               | Stadt      | gesamt               | teilgenommen         | mind. 1 Mandat       | Mandate | Sperrklausel |
| ---------------------------------------------------- | ---------- | -------------------- | -------------------- | -------------------- | ------- | ------------ |
| Kommunalwahlen in Nordrhein-Westfalen 2020           | Köln       | 9                    | 9                    | 3                    | 3       | keine        |
| Kommunalwahlen in Nordrhein-Westfalen 2020           | Leverkusen | 3                    | 3                    | 0                    | 0       | keine        |
| Kommunalwahlen in Niedersachsen 2021                 | Hannover   | 13                   | 2                    | 0                    | 0       | keine        |
| Wahl der Bezirksverordnetenversammlungen Berlin 2021 | Berlin     | 12                   | 8                    | 0                    | 0       | 3 %          |

| Wahlen                                     | Stadt      | Kandidat             | Anzahl | Anteil |
| ------------------------------------------ | ---------- | -------------------- | ------ | ------ |
| Kommunalwahlen in Bayern 2020              | Erlangen   | Sebastian Hornschild | 618    | 1,31 % |
| Kommunalwahlen in Nordrhein-Westfalen 2020 | Düsseldorf | Celine Coldewe       | 954    | 0,39 % |
| Kommunalwahlen in Nordrhein-Westfalen 2020 | Köln       | Nicolin Gabrysch     | 14.370 | 3,45 % |
| Kommunalwahlen in Hessen 2021              | Marburg    | Mariele Diehl        | 995    | 3,15 % |
| Direktwahl in Reinheim 2025                | Reinheim   | Mitja Stachowiak     | 305    | 4,41 % |